# Breguet Br.905S
Die Breguet Br 905S Fauvette (Deutsch: Grasmücke) ist ein Segelflugzeug der französischen Firma Breguet. Der Erstflug fand am 15. April 1957 statt. Es wurden mehr als 50 Exemplare gebaut, wovon die meisten wegen sich lösender Klebeverbindungen zwischen Holz und Metall (Rumpfvorderteil aus Stahlrohr mit Kunststoffbeplankung, Tragwerk Holz mit teilweiser Stoffbespannung, Leitwerksträger mit V-Leitwerk aus Sperrholzschalen) zerstört oder verschrottet wurden. 1959 flog der britische Admiral Nick Goodhart mit dem Flugzeug einen 625 km Streckenrekord.

## Technische Daten
- Spannweite: 15 m
- Länge: 6 m
- Höhe 1,2 m
- Flügelfläche: 11,25 m² (Streckung: 20)
- maximale Flugmasse: 250 kg
- Min/Max Geschwindigkeit: 54/200 km/h
- Gleitzahl: 32 bei 78 km/h